# Etalon (satellite)
Pour les articles homonymes, voir Étalon.

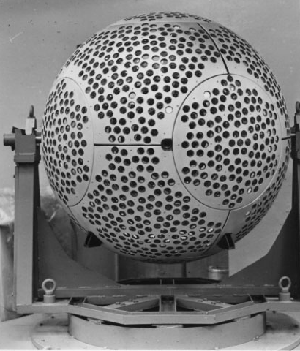
Etalon-1

Etalon-1 et Etalon-2 sont deux satellites géodésiques soviétiques conçus pour déterminer avec précision les paramètres du cadre de référence terrestre et de la rotation de la Terre, afin d'améliorer le champ de gravité et la constante de gravitation. Chaque satellite est une boule métallique de 1 294 mm de diamètre, d'une masse de 1 415 kg, recouverte de rétroréflecteurs laser passifs (coins de cube) : 2140 en verre de silice et 6 en germanium. Ils sont placés sur une orbite terrestre moyenne (MEO) très stable.

## Historique des lancements
Les deux satellites ont été lancés par des Proton-K depuis Baïkonour.
| Date de lancement           | Désignation           | Identifiant COSPAR | Notes |
| --------------------------- | --------------------- | ------------------ | ----- |
| 10 janvier 1989 à 02:05 UTC | Cosmos 1989, Etalon-1 | 1989-001C          |       |
| 31 mai 1989 à 08:31 UTC     | Cosmos 2024, Etalon-2 | 1989-039C          |       |